# 宮崎梧一
宮崎 梧一（みやざき ごいち、1914年5月5日 - 2003年3月5日）は、日本の弁護士。最高裁判所判事。千葉県出身。

## 概要
旧制富山高校から1940年（昭和15年）に東京帝国大学法科を卒業。司法官試補、裁判官になり、札幌地裁、大阪地裁などに勤務。1944年（昭和19年）に陸軍に召集され中国に出征し、トップで見習士官となり、敗戦の時に法務中尉。終戦後はソ連にシベリア抑留され、モスクワ郊外で労働をさせられた。
復員後、「裁判官ではとても食えない」として1948年（昭和23年）に弁護士登録。目立つような事件が手掛けなかったが、離婚、遺産、借金などの市民のゴタゴタや刑事事件の国選弁護人などをしてきた。
1980年（昭和55年）2月5日に最高裁判所判事となる。弁護士会で役職に就いたこともなく著名事件を手がけることもなかったため、日弁連が宮崎を推薦した時は、法務省・最高裁では「宮崎なんて名前も聞いたことが無い」と言われる。就任の時に「初任にかえって大いに勉強したい。絶えず世の中の動向をみつめ、遅れないようにしたい」「（無名の経歴について）一個の人間ですから、いままでの経験が自ら今後の裁判に出ざるをえないでしょう」と述べた。
宮本身分帳事件では1982年（昭和57年）1月28日の最高裁判決で職権濫用罪が成立するとした多数意見に対して、職権濫用罪が成立しないとする反対意見を表明した。
1984年（昭和59年）5月に定年退官。退官後は弁護士をしていた。